# Raoul Spifame
Pour les autres membres de la famille, voir Famille Spifame.
Raoul Spifame (né en 1500 dans le Nivernais - mort en 1563 à Melun) est un savant ésotériste et un réformateur du droit. Il s'était donné le titre de « dictateur et garde du sceau impérial et royal ».

## Biographie
Né dans une famille noble originaire de Lucques, l'un de ses frères Jacques-Paul, calviniste, mourut décapité à Genève le 23 mars 1566, tandis que son autre frère Martin Spifame a publié en 1583 un recueil de poésies spirituelles. Sa famille s'est éteinte en la personne de Jean Spifame, seigneur des Granges, mort en 1643. Il est le neveu de Gaillard Spifame, échevin puis prévôt des marchands de Paris (fils de Jean Spifame, seigneur de Passy, secrétaire du roi Henri II de Valois, et de Jacquette Ruzé) dont le petit-fils Jean, conseiller au parlement de Paris, se convertira aussi au calvinisme et se réfugie à Genève.
D'abord avocat, Raoul aurait sombré peu à peu dans la folie (après divers problèmes légaux venant de ses proches, et une rencontre avec le futur roi Henri II), jusqu'à se prendre lui-même pour le roi. Enfermé dans un asile d'aliénés, il écrivit alors les décrets « royaux », signés « Henri II », qui le feront passer à la postérité.

## Œuvres
- Dichaerchiae Henrici regis christianissimi progymnasta, sans lieu, 1556. 8°, 192 p. Paris BNF : RES-F-1678 et 1679. Connu sous le nom des Arrêts royaux.

Ce livre contenant une multitude de réformes de l'organisation judiciaire, politique et législative, présentées sous la forme d'un recueil de trois cent neuf arrêts et édits du roi Henri II. Ces réformes sont pour certaines très radicales comme la suppression des justices seigneuriales, d'autres concernent la propreté et la décoration des villes, ou le calendrier (il propose de fixer le début de l'année au 1er janvier).

## Littérature
Gérard de Nerval écrivit son histoire dans son recueil Biographie singulière.
Spifame est aussi devenu le personnage d'une comédie de Jean Albert d'Archambaud, Le Roi de Bicêtre.